# & (álbum de Hedningarna)
& es el octavo y penúltimo álbum de la banda sueca Hedningarna. Fue lanzado en 2012 por Border Music.
Ocho años después de su último álbum recopilatorio, en este nuevo álbum, el sonido del grupo que se caracteriza por ritmos y melodías complejas (pero siempre bailables), se renueva con elementos de rock, pop, blues y electrónica. Sin dejar de lado los instrumentos tradicionales (arpa, violín, dulcimer, gaita, didgeridoo, arpa de boca) con sutiles distorsiones y bucles.

## Lista de canciones
| N.º | Título                | Duración |  |
| 1.  | «Tjuren»              | 2:30     |  |
| 2.  | «Morafjälls»          | 3:14     |  |
| 3.  | «Träslöjden»          | 3:26     |  |
| 4.  | «Vem Är Jag»          | 4:26     |  |
| 5.  | «Hedna»               | 3:41     |  |
| 6.  | «Mycket Vill Ha Mera» | 2:34     |  |
| 7.  | «Höjdaren»            | 2:45     |  |
| 8.  | «Torget»              | 2:42     |  |
| 9.  | «Hedersmannen»        | 3:40     |  |
| 10. | «Karbonader»          | 3:16     |  |
| 11. | «Soppan»              | 4:13     |  |
| 12. | «Bonden»              | 3:30     |  |
| 13. | «Men Va Fanken»       | 3:45     |  |
| 14. | «Hejsan Svejsan»      | 3:55     |  |
| 15. | «Domen»               | 2:42     |  |